# 11636 Pezinok
11636 Pezinok este un asteroid din centura principală de asteroizi.

## Descriere
11636 Pezinok este un asteroid din centura principală de asteroizi. A fost descoperit pe 27 decembrie 1996 la Modra de Adrián Galád și Alexander Pravda. Asteroidul prezintă o orbită caracterizată de o semiaxă mare de 2,53 ua, o excentricitate de 0,12 și o înclinație de 7,3° în raport cu ecliptica.